# Глобален град
Световен град или град от световна класа (на английски: global city, world city или world-class city) е град, който оказва пряко и осезаемо влияние на световните дела чрез социално-икономически, културни и/или политически средства.
Терминът е създаден от социологът и икономист Саския Сассен (S. Sassen) през 1991 г. 

## Опис на световни градове по GaWC
Според научния колектив, наречен „Група и мрежа за изследване на глобализацията и глобалните градове“ (Globalization and World Cities Study Group & Network (GaWC)), в Университета Лоубъро, Англия, глобалните градове се базират на напреднали производствени услуги като например счетоводни, рекламни, финансови и правни.
За включването в този списък натежават предимно финансовите критерии като брой клонове на международни компании, предоставящи финансови и консултантски услуги, а не толкова културни, икономически и политически критерии. 

## Списък (1998)

### Група А
- 12 точки: Москва, Ню Йорк, Париж, Токио, Лондон
- 10 точки: Хонконг, Санкт Петербург, Сингапур, Франкфурт, Лос Анджелис, Чикаго, Милано

#### Група Б
- 9 точки: Сан Франциско, Киев, Торонто, Цюрих, Сидни
- 8 точки: Новосибирск, Мадрид, Сантяго, Мексико Сити, Сао Паоло, Брюксел
- 7 точки: Владивосток, Сеул

#### Група В
- 6 точки: Амстердам, Бостън, Вашингтон, Далас, Джакарта, Дюселдорф, Женева, Йоханесбург, Каракас, Мелбърн, Осака, Прага, Сантяго де Чиле, Тайпей, Хюстън,
- 5 точки: Банкок, Варшава, Монреал, Пекин, Рим, Стокхолм
- 4 точки: Атланта, Барселона, Берлин, Будапеща, Буенос Айрес, Копенхаген, Истанбул, Куала Лумпур, Манила, Минеаполис, Мюнхен, Хамбург, Шанхай

## Списък (2008)

### Световни градове – Клас Алфа ++
- Лондон, Ню Йорк

### Световни градове – Клас Алфа +
- Хонконг, Париж, Сингапур, Токио, Сидни, Милано, Шанхай, Пекин

### Световни градове – Клас Алфа
- Мадрид, Москва, Сеул, Торонто, Брюксел, Буенос Айрес, Мумбай, 
Куала Лумпур, Чикаго,

### Световни градове – Клас Алфа –
- Варшава, Сао Пауло, Цюрих, Амстердам, Мексико сити, Джакарта, Дъблин, Банкок, 
Тайпе, Истанбул, Рим, Лисабон, Франкфурт, Стокхолм, Прага, Виена, Будапеща, 
Атина, Каракас, Лос Анджелис, Оукланд, Сантяго

### Световни градове – Клас Бета +
- Вашингтон, Мелбърн, Йоханесбург, Атланта, Барселона, Сан Франциско, Манила, 
Богота, Тел Авив, Ню Делхи, Дубай, Букурещ

### Световни градове – Клас Бета
- Осло, Берлин, Хелзинки, Женева, Копенхаген, Рияд, Хамбург, Кайро, Люксембург, Бангалор, Далас, Кувейт, Бостън

### Световни градове – Клас Бета –
- Мюнхен, Джеда, Маями, Лима, Киев, Хюстън, Гуанджоу, Бейрут, Карачи, 
Дюселдорф, София, Монтевидео, Никозия, Рио де Жанейро, Хошимин

### Световни градове – Клас Гама +
- Монреал, Найроби, Братислава Панама, Ченай, Брисбейн, Казабланка, Денвър, 
Кито, Щутгарт, Ванкувър, Загреб, Манама, Гватемала, Кейп Таун, Сан Хосе, 
Минеаполис, Санто Доминго, Сиатъл

### Световни градове – Клас Гама
- Любляна, Женшен, Пърт,  Колката, Гуадалахара, Антверпен, Филаделфия, 
Ротердам,Аман, Портланд, Лагос

### Световни градове – Клас Гама –
- Санкт Петербург, Детройт, Манчестър, Уелингтън, Рига, Единбург, Порто, Порт Луис, 
Сан Салвадор, Талин, Сан Диего, Исламабад, Бирмингам, Доха, Калгари,  Колумбус

## Списък (2016)

### Световни градове – Клас Алфа ++
В клас „Alpha ++“ са градовете, които най-много са интегрирани със световната икономика:

- Лондон, Ню Йорк

### Световни градове – Клас Алфа +
Градовете от клас „Alpha +“ са ниши за напреднали и модерни услуги за световната икономика:

- Сингапур, Хонконг, Париж, Пекин, Токио, Дубай, Шанхай

### Световни градове – Клас Алфа
- Сидни, Сао Пауло, Милано, Чикаго, Мексико сити, Мумбай, Москва, Франкфурт,
Мадрид, Варшава, Йоханесбург, Торонто, Сеул, Истанбул, Куала Лумпур, Джакарта,
Амстердам, Брюксел, Лос Анджелис

### Световни градове – Клас Алфа –
- Дъблин, Мелбърн, Вашингтон, Ню Делхи, Банкок, Цюрих, Виена, Тайпе,
Буенос Айрес, Стокхолм, Сан Франциско, Гуанджоу, Манила, Богота, Маями,
Люксембург, Рияд, Сантяго, Барселона, Тел Авив, Лисабон

Градовете на ниво „Бета“ са градове, които обединяват умерените икономически региони в световната икономика и се класифицират в три раздела: Бета+ градове, Бета градове и Бета– градове:

### Световни градове – Клас Бета +
- Прага, Хошимин, Бостън, Копенхаген, Дюселдорф, Атина, Мюнхен, Букурещ, 
Хелзинки, Будапеща, Киев, Хамбург, Бангалор, Рим, Осло, Далас, Хюстън, Кайро, Хюстън, Лима, Лагос, Каракас, Оукланд, Кейп Таун

### Световни градове – Клас Бета
- Доха, Карачи, Никозия, Женева, Монтевидео, Берлин, Монреал, Абу Даби, София,
Казабланка, Филаделфия, Ванкувър, Женшен, Пърт, Ханой, Бейрут, Бризбейн, 
Манама

### Световни градове – Клас Бета –
- Порт Луис, Минеаполис, Ченай, Щутгарт,  Санто Доминго, Рио де Жанейро, Кувейт, 
 Чънду, Панама, Денвър, Лахор, Джеда,  Тунис,  Кито,  Белград,  Сиатъл, 
Манчестър, Гватемала,  Лион, Сан Хосе,  Тиендзин, Калгари, Аман,  Сан Хуан, 
 Сан Салвадор, Антверпен, Загреб,  Колката,  Талин,  Сейнт Луис,  Монтерей, 
 Хайдарабад,  Единбург, Сан Диего,  Кьолн,  Ротердам,  Дака, Исламабад

Градовете на ниво „Гама“ са градове, които свързват по-малките икономически региони със световната икономика и се сортират на три раздела: Гама+ градове, Гама градове и Гама– градове:

### Световни градове – Клас Гама +
- Гуаякил,  Кливланд,  Рига,  Баку,  Аделаида, Вилнюс, Бирмингам,  Глазгоу,  Нанкин,  Ханджоу, Коломбо,  Порто,  Циндао,  Валенсия, Детройт,  Маскат,  Осака, Любляна,  Кампала,  Джордж Таун,  Манагуа,  Дърбан,  Сан Хосе (Калифорния), Санкт Петербург

### Световни градове – Клас Гама
- Финикс,  Тегусигалпа,  Остин,  Пуна, Гуадалахара,  Далян (Китай),  Тбилиси, 
 Дар ес-Салаам,  Чунцин,  Анкара,  Лусака,  Ахмадабад,  Синсинати,  Асунсион, 
 Хараре,  Гьотеборг,  Сямън,  Мосул,  Канзас Сити (Мисури),  Акра,  Минск,  Тампа, 
 Торино,  Луанда,  Абиджан,  Тирана,  Лозана,  Лийдс

### Световни градове – Клас Гама –
- Тайчжун,  Шарлът,  Балтимор,  Роли (Северна Каролина),  Белфаст,  Лайпциг,  Меделин,  Ухан,  Дуала,  Мапуто,  Скопие,  Габороне,  Бристъл,  Орландо,  Дакар,  Суджоу,  Малмьо,  Едмънтън,  Чанша,  Страсбург,  Билбао,  Болоня,  Колумбус, Уелингтън, 
 Нюрнберг,  Янгон,  Сиан,  Вроцлав,  Марсилия,  Дрезден,  Шенян,  Питсбърг